# Episodi de L'isola di Pietro (seconda stagione)
La seconda stagione della serie televisiva L’isola di Pietro, composta da 6 puntate, è stata trasmessa in prima visione e in prima serata su Canale 5 ogni domenica dal 21 ottobre al 25 novembre 2018.
| nº | Titolo          | Prima TV         |
| -- | --------------- | ---------------- |
| 1  | Prima puntata   | 21 ottobre 2018  |
| 2  | Seconda puntata | 28 ottobre 2018  |
| 3  | Terza puntata   | 4 novembre 2018  |
| 4  | Quarta puntata  | 11 novembre 2018 |
| 5  | Quinta puntata  | 18 novembre 2018 |
| 6  | Sesta puntata   | 25 novembre 2018 |

## Prima puntata
- Diretto da: Giulio Manfredonia
- Soggetto di: Umberto Gnoli
- Scritto da: Umberto Gnoli

- Ascolti: telespettatori 3 328 000 – share 15,27%[2].

## Seconda puntata
- Diretto da: Giulio Manfredonia
- Soggetto di: Leonardo Valenti
- Scritto da: Leonardo Valenti

- Ascolti: telespettatori 3 130 000 – share 14,94%[3].

## Terza puntata
- Diretto da: Luca Brignone
- Soggetto di: Francesco Cioce
- Scritto da: Francesco Cioce e Umberto Gnoli

- Ascolti: telespettatori 3 347 000 – share 15,51%[4].

## Quarta puntata
- Diretto da: Giulio Manfredonia
- Soggetto di: Silvia Leuzzi
- Scritto da: Leonardo Valenti

- Ascolti: telespettatori 3 441 000 – share 15,58%[5].

## Quinta puntata
- Diretto da: Luca Brignone
- Soggetto di: Emanuela Canonico
- Scritto da: Silvia Leuzzi

- Ascolti: telespettatori 3 616 000 – share 16,78%[6].

## Sesta puntata
- Diretto da: Luca Brignone
- Soggetto di: Umberto Gnoli
- Scritto da: Umberto Gnoli

- Ascolti: telespettatori 3 634 000 – share 16,26%[7].